# Senta
Senta (del serbio Сента, pronunciado [sɛ̌ːnta]) o Zenta (del húngaro Zenta, pronunciado [ˈzɛntɒ], el rumano Zenta, el alemán Senta, antiguamente Zenta, y el turco Zenta) es un municipio y villa de Serbia situado en el distrito de Banato del Norte de la provincia norteña de Voivodina, junto al río Tisza.
En 2011 tenía una población de 23 316 habitantes, de los cuales 18 704 vivían en la villa y el resto en las cuatro pedanías del municipio. Casi cuatro quintas partes de los habitantes son magiares.
En este municipio tuvo lugar la batalla de Zenta en 1697, que enfrentó al Sacro Imperio Romano Germánico y al Imperio otomano durante la guerra de la Liga Santa.

## Localidades
| Mapa municipal | Mapa municipal | Mapa municipal | |
| -------------- | -------------- | -------------- | --- |
| Mapa municipal | Mapa municipal | Mapa municipal | Localidades - Bogaraš (Bogaras en húngaro) - Gornji Breg (Felsőhegy en húngaro) - Kevi (Kevi en húngaro) - Tornjoš (Tornyos en húngaro) - Senta (Zenta en húngaro): cabeza de municipio. |

## Clima
| Parámetros climáticos promedio de Senta | Parámetros climáticos promedio de Senta | Parámetros climáticos promedio de Senta | Parámetros climáticos promedio de Senta | Parámetros climáticos promedio de Senta | Parámetros climáticos promedio de Senta | Parámetros climáticos promedio de Senta | Parámetros climáticos promedio de Senta | Parámetros climáticos promedio de Senta | Parámetros climáticos promedio de Senta | Parámetros climáticos promedio de Senta | Parámetros climáticos promedio de Senta | Parámetros climáticos promedio de Senta | Parámetros climáticos promedio de Senta |
| Mes                                     | Ene.                                    | Feb.                                    | Mar.                                    | Abr.                                    | May.                                    | Jun.                                    | Jul.                                    | Ago.                                    | Sep.                                    | Oct.                                    | Nov.                                    | Dic.                                    | Anual                                   |
| --------------------------------------- | --------------------------------------- | --------------------------------------- | --------------------------------------- | --------------------------------------- | --------------------------------------- | --------------------------------------- | --------------------------------------- | --------------------------------------- | --------------------------------------- | --------------------------------------- | --------------------------------------- | --------------------------------------- | --------------------------------------- |
| Temp. máx. media (°C)                   | 2.2                                     | 4.4                                     | 10.6                                    | 17.2                                    | 22.8                                    | 26.7                                    | 28.9                                    | 28.3                                    | 24.4                                    | 17.8                                    | 11.1                                    | 2.8                                     | 16.7                                    |
| Temp. mín. media (°C)                   | -5                                      | -4.4                                    | 0                                       | 5                                       | 10                                      | 13.3                                    | 15                                      | 13.9                                    | 10.6                                    | 6.1                                     | 2.8                                     | -3.3                                    | 5.6                                     |
| Precipitación total (mm)                | 30.5                                    | 27.9                                    | 40.6                                    | 40.6                                    | 68.6                                    | 61                                      | 48.3                                    | 50.8                                    | 55.9                                    | 58.4                                    | 45.7                                    | 43.2                                    | 569                                     |
| Fuente: Weatherbase                     |                                         |                                         |                                         |                                         |                                         |                                         |                                         |                                         |                                         |                                         |                                         |                                         |                                         |

## Personas
- Arpad Šterbik, jugador de balonmano.

## Ciudades hermanadas
- Niš, Serbia-
- Dunajská Streda , Eslovaquia.
- Hódmezővásárhely, Hungría.
- Kranj, Eslovenia.
- Mukachevo, Ucrania.